# Embrace (gruppo musicale britannico)
Gli Embrace sono un gruppo musicale indie rock britannico proveniente da Leeds.

## Storia del gruppo
Gli Embrace debuttarono nel panorama musicale britannico nella seconda metà degli anni novanta, un decennio caratterizzato dall'esplosione del britpop, genere portato in quegli anni alla ribalta da gruppi quali Oasis, Blur, The Verve, Suede e Pulp. Il primo album del gruppo, intitolato The Good Will Out e pubblicato nel 1998, gli Embrace si presentano dunque come l'ennesima band inglese di stampo britpop, il loro album d'esordio viene di fatto etichettato come il perfetto mix tra le sonorità di Oasis e The Verve. Il primo singolo estratto dall'album, Come Back to What You Know, può essere senza dubbio considerato il loro primo vero grande successo che nell'estate del 1998 li fece conoscere al grande pubblico inglese.
Con la fine del decennio e il declino del genere, gli Embrace furono costretti ad apportare modificare al proprio sound: con la pubblicazione del secondo album in studio Drawn from Memory, avvenuta nel 2000 il gruppo accentuò l'uso della tastiera. Nel 2001 il gruppo pubblicò il terzo album If You've Never Been, più intimista e caratterizzato dalla presenza di ballate e dolci melodie indie.
Con Out of Nothing, uscito nel 2004, gli Embrace tornarono in parte alle sonorità britpop degli esordi, mantenendo comunque le influenze rock alternativo. L'album venne anticipato dal singolo Gravity, composto originariamente dal frontman dei Coldplay Chris Martin, il quale decise di donarlo al gruppo in segno di ringraziamento del supporto ricevuto da questi ultimi ed anche per il fatto che, secondo quanto affermato dallo stesso Martin, il brano sembrava più adatto agli Embrace che non ai Coldplay. Gravity venne comunque registrato dai Coldplay ed inserita come b-side del singolo Talk. Il secondo estratto fu Ashes, il quale, nonostante sia riuscito a raggiungere l'undicesimo posto nelle classifiche di vendita, è da molti ritenuto il cavallo di battaglia del gruppo.
Con il quinto album This New Day gli Embrace abbandonarono qualsiasi traccia di britpop, dando spazio a sonorità prettamente indie rock con l'eccezione di alcune ballad accompagnate come dal pianoforte di Mickey Dale. Da questo album è stato estratto Nature's Law, che nel marzo 2006 entrò alla seconda posizione della classifica britannica dei singoli, alle spalle di So Sick di Ne-Yo. Nello stesso anno World at Your Feet venne scelta come canzone ufficiale dell'Inghilterra ai mondiali di calcio in Germania.

## Formazione
- Danny McNamara – voce
- Richard McNamara – chitarra, voce
- Steve Firth – basso
- Mickey Dale – pianoforte, tastiera, cori
- Mike Heaton – batteria

## Discografia

### Album in studio
- 1998 – The Good Will Out
- 2000 – Drawn from Memory
- 2001 – If You've Never Been
- 2004 – Out of Nothing
- 2006 – This New Day
- 2014 – Embrace
- 2018 – Love Is a Basic Need
- 2022 – How to Be a Person Like Other People

### Raccolte
- 2002 – Fireworks (Singles 1997-2002)
- 2005 – Dry Kids (B-Sides 1997-2005)

### EP
- 1997 – Fireworks E.P.
- 1997 – One Big Family E.P.
- 1997 – All You Good Good People E.P.
- 2014 – Refugees EP

### Singoli
- 1998 – Come Back to What You Know
- 1998 – My Weakness Is None of Your Business
- 1998 – The Good Will Out
- 1999 – Hooligan
- 2000 – You're Not Alone
- 2000 – Save Me
- 2000 – I Wouldn't Wanna Happen to You
- 2001 – Wonder
- 2001 – Make It Last
- 2004 – Gravity
- 2004 – Ashes
- 2005 – Looking as You Are
- 2005 – A Glorious Day
- 2006 – Natures Law
- 2006 – World at Your Feet
- 2006 – Target
- 2006 – I Can't Come Down
- 2014 – Follow You Home
- 2014 – I Run